# 松平英親
松平 英親（まつだいら ひでちか）は、豊後高田藩の第2代藩主、のち豊後杵築藩の初代藩主。能見松平家7代

## 略伝
高田藩初代藩主となる松平重直の長男。当時の重直は出羽上山藩主松平重忠の養嗣子で、翌年に家督相続するが、その直後に一度摂津三田藩へ転封し、その後6年で高田藩（当初は竜王藩）へ転封している。
寛永20年（1643年）正月に家督を継ぐ。正保2年（1645年）、高田から杵築3万2000石に移封された。藩政を確立するために25か条の法令をはじめ、寛文2年（1662年）からは検地を実施して新田開発などに尽力した。明暦2年（1656年）の日根野吉明改易時の府内城受け取り役も務めている。
元禄5年（1692年）12月4日、長男の重栄に家督を譲って隠居し、宝永3年（1706年）3月10日に82歳で死去した。
江戸（台東区竜泉）の正燈寺の開基。